# Jochanan Ben Sakkai
Jochanan ben Sakkai var en judisk skriftlärd under första århundradet efter Kristus.
Jochanan Ben Sakkai var lärjunge till Hillel. Under Jerusalems belägring i Judiska kriget var han ledare för fariséerna, som önskade fred. Jochanan Ben Sakkai utverkade av Vespasianus, att staden Jabneh skonades. Denna blev judendomens religiösa centrum och säte för synhedrion och en av Jochanan Ben Sakkai inrättad högskola.